# 中野 (新潟市)
中野（なかの）は、新潟県新潟市秋葉区の町字。現行行政地名は中野一丁目から中野五丁目と大字中野。住居表示は一丁目から五丁目が実施済み区域、大字が未実施区域。郵便番号は956-0805。

## 概要
1889年（明治22年）から現在までの大字。及び1982年（昭和57年）から現在までの町名。小阿賀野川と能代川との合流地点に位置する。
もとは江戸時代から1889年（明治22年）まであった中野新田の区域の一部で、地名の由来は開発者の中野大蔵の姓による。

### 隣接する町字
北から東回り順に、以下の町字と隣接する。
- 荻島
- こがね町
- 荻野町
- 車場

※小阿賀野川を挟んで二本木

## 歴史
1677年（延宝5年）に検地が行われた。
- 1889年（明治22年）4月1日 : 合併により中蒲原郡荻野村の大字となる。
- 1901年（明治34年）11月1日 : 合併により荻川村の大字となり、荻川村役場所在地となる[6]。
- 1939年（昭和14年）11月1日 : 合併により新津町の大字となる。
- 1951年（昭和26年）1月1日 : 新津町が市制を施行し、新津市の大字となる。
- 2005年（平成17年）3月21日 : 合併により新潟市の大字となる。
- 2007年（平成19年）4月1日 : 新潟市の政令指定都市移行により、秋葉区の大字となる。

## 世帯数と人口
2018年（平成30年）1月31日現在の世帯数と人口は以下の通りである。
| 丁目       | 世帯数    | 人口    |
| ---------- | --------- | ------- |
| 中野一丁目 | 205世帯   | 493人   |
| 中野二丁目 | 249世帯   | 583人   |
| 中野三丁目 | 261世帯   | 632人   |
| 中野四丁目 | 265世帯   | 662人   |
| 中野五丁目 | 116世帯   | 268人   |
| 計         | 1,096世帯 | 2,638人 |

## 小・中学校の学区
市立小・中学校に通う場合、学区は以下の通りとなる。
| 大字・丁目 | 番地 | 小学校             | 中学校                 |
| ---------- | ---- | ------------------ | ---------------------- |
| 中野       | 全域 | 新潟市立結小学校   | 新潟市立新津第二中学校 |
| 中野一丁目 | 全域 | 新潟市立結小学校   | 新潟市立新津第二中学校 |
| 中野二丁目 | 全域 | 新潟市立結小学校   | 新潟市立新津第二中学校 |
| 中野三丁目 | 全域 | 新潟市立結小学校   | 新潟市立新津第二中学校 |
| 中野四丁目 | 全域 | 新潟市立荻川小学校 | 新潟市立新津第二中学校 |
| 中野五丁目 | 全域 | 新潟市立荻川小学校 | 新潟市立新津第二中学校 |

## 主な企業・施設
- 荻川郵便局

## 交通

### 鉄道
東日本旅客鉄道在来線
- 荻川駅
  - ■信越本線

### 道路
県道
- 新潟県道5号新潟新津線
- 新潟県道46号新潟中央環状線
- 新潟県道102号荻川停車場線

### バス
新潟交通観光バス路線バス